# 瘟神
瘟神，或稱疫病神，乃東亞民間信仰中的瘟疫之神，各地信仰的瘟神並不一致。中國大陸、朝鮮半島的瘟神以五福大帝最為著名，即：春瘟張元伯、夏瘟劉元達、秋瘟趙公明、冬瘟鍾仕貴、總管中瘟史文業等五神。台灣則以王爺信仰為主。如池王爺，溫王爺等等。台南南鯤鯓並沒有燒王船的祭典，東港東隆宮以燒王船的方式，象徵送走疫病。

## 概要
瘟疫是一種急性傳染病，又單稱為溫、瘟、或疫。古代因醫藥不發達，黎民百姓對於瘟疫恐懼至極，認為是鬼怪作祟，故崇祀瘟神。

### 中国大陆
中國大陸最早關於瘟鬼的記錄首見於緯書，《禮稽命征》云：「顓頊有三子，生而亡去，為疫鬼：一居江水，是為瘧鬼；一居若水，為魍魎；一居人宮室區隅，善驚人小兒，為小鬼。」。宋朝高承《事物紀原》卷八引此亦記錄這三個疫鬼，稱為高陽之子。干寶《搜神記》卷五記載：「散騎侍郎王祐，疾困，與母辭訣。既而聞有通賓者，曰：『某郡某裏某人』。嘗為別駕，祐亦雅聞其姓字。有頃，奄然來至。曰：『……今年國家有大事，出三將軍，分佈徵發。吾等十餘人，為趙公明府參佐。……』祐知其鬼神。……初有妖書，云：『上帝以三將軍趙公明、鍾士季，各督數鬼下取人。』莫知所在。祐病差，見此書，與所道趙公明合。」此故事記載三個散播疾病、取人魂魄的鬼王：有一個隱名，於二者為趙公明、鍾士季。
南朝梁陶弘景《真誥協昌期》載建吉塚埋圓石文，提到主管地下塚中的五方神，有姓名者只趙公明一人，其餘四人皆不知其名。南北朝的《太上洞淵神咒經》卷十一曰：「又有劉元達、張元伯、趙公明、李公仲、史文業、鍾仕季、少都符，各將五傷鬼精二十五萬人，行瘟疫病。」這裡出現七個瘟神，五瘟使者之名已全具，只有鍾仕貴作鍾仕季，而且多出李公仲、少都符二人。後來道教燈儀之一的《正一殟司辟毒神燈儀》記載：「東方行瘟張使者，南方行瘟田使者，西方行瘟趙使者，北方行瘟史使者，中央行瘟鍾使者。」
南宋天心派道士路時中所撰《無上玄元三天玉堂大法》卷十三論述瘟神行瘟之源由和制瘟之法，云：「但今末世，時代澆薄，人心破壞，五情亂雜……東方青瘟鬼劉元達，木之精，領萬鬼行惡風之病；南方赤瘟鬼張元伯，火之精，領萬鬼行熱毒之病；西方白瘟鬼趙公明，金之精，領萬鬼行注氣之病；北方黑瘟鬼鍾士季，水之精，領萬鬼行惡毒之病；中央黃瘟鬼史文業，土之精，領萬鬼行惡瘡癰腫。」接著，元朝成書、明朝略有增纂的《三教源流搜神大全》又為五瘟神作傳：「昔隋文帝開皇十一年六月內，有五力士現於凌空三五丈，身披五色袍，各執一物：一人執杓子并罐子、一人持皮袋并劍、一人執扇、一人執鎚、一人執火壺。帝問太史居仁曰：『此何神？主何災福也？』張居仁奏曰：『此是五方力士，在天上為五鬼，在地為五瘟。名五瘟，春瘟張元伯、夏瘟劉元達、秋瘟趙公明、冬瘟鐘仕貴，總管中瘟史文業。如現之者，主國民有瘟疫之疾，此為天行時病也。』帝曰：『何以治之，而得免矣？』張居仁曰：『此行病者，乃天之降疾，無法而治之。』於是其年國人病死者甚眾。是時帝乃立祠，於六月二十七日，詔封五方力士為將軍。青袍力士封為顯聖將軍，紅袍力士封為顯應將軍，白袍力士封為感應將軍，黑袍力士封為感成將軍，黃袍力士封為感威將軍。隋唐皆用五月五日祭之。後匡阜真人游至此祠，即收伏五瘟神為部將也。」

### 臺灣
台灣的瘟神，泛以王爺千歲信仰為主。主要以池王爺，朱王爺，李王爺，吳王爺，范王爺等等。這些王爺雖然名字和背景故事不同，但他們都是五路瘟神，信徒尊稱其為五府千歲。相傳王爺們在世時都是高風亮節之輩，他們為解救眾生，乃飲鴆酒，並以毒藥塗身，以代世人受過。王爺不是散布疫病的使者，而是代世間萬民受罪的善神，並有受祭祀的地方英靈五十年成神的說法。台南南鯤鯓並沒有燒王船的迎王祭典，東港東隆宮以包含燒王船的迎王祭典儀式，象徵送走疫病。

## 信仰及祭祀
為了去除疫病，有些地區在屋內掛鍾馗、牛頭天王的圖像作為護符。也有一些送瘟神的儀式，如把一些物品象徵為瘟神放於紙船上，再把船放進河流、大海等送走。日本亦同，也有將人偶視為疫病神趕走的民俗行事。
現今風行於閩東和福州的五福王爺信仰、閩南和臺灣的千歲信仰，如三年一度在屏東縣東港鎮的東港迎王平安祭典活動。日本有防止疫病神四散的「鎮花祭」、在道路境界招待疫病神，使其返回京都之外的「道饗祭」。也有在村的境界繫上注連繩防止疫病神侵入的例子。
此外，比叡山延曆寺的中興之祖元三大師（良源）化身為鬼驅除疫病神的傳說的「角大師」，通稱「厄除大師」，故元三大師以鬼之姿出現的護符（角大師）等咒法、咒具廣為人知。

## 延伸意義
後來延伸的意義為瘟疫本身，或形容引起麻煩、受嫌惡而被群眾敬而遠之的人物、事物。